# 도바타 잔폰

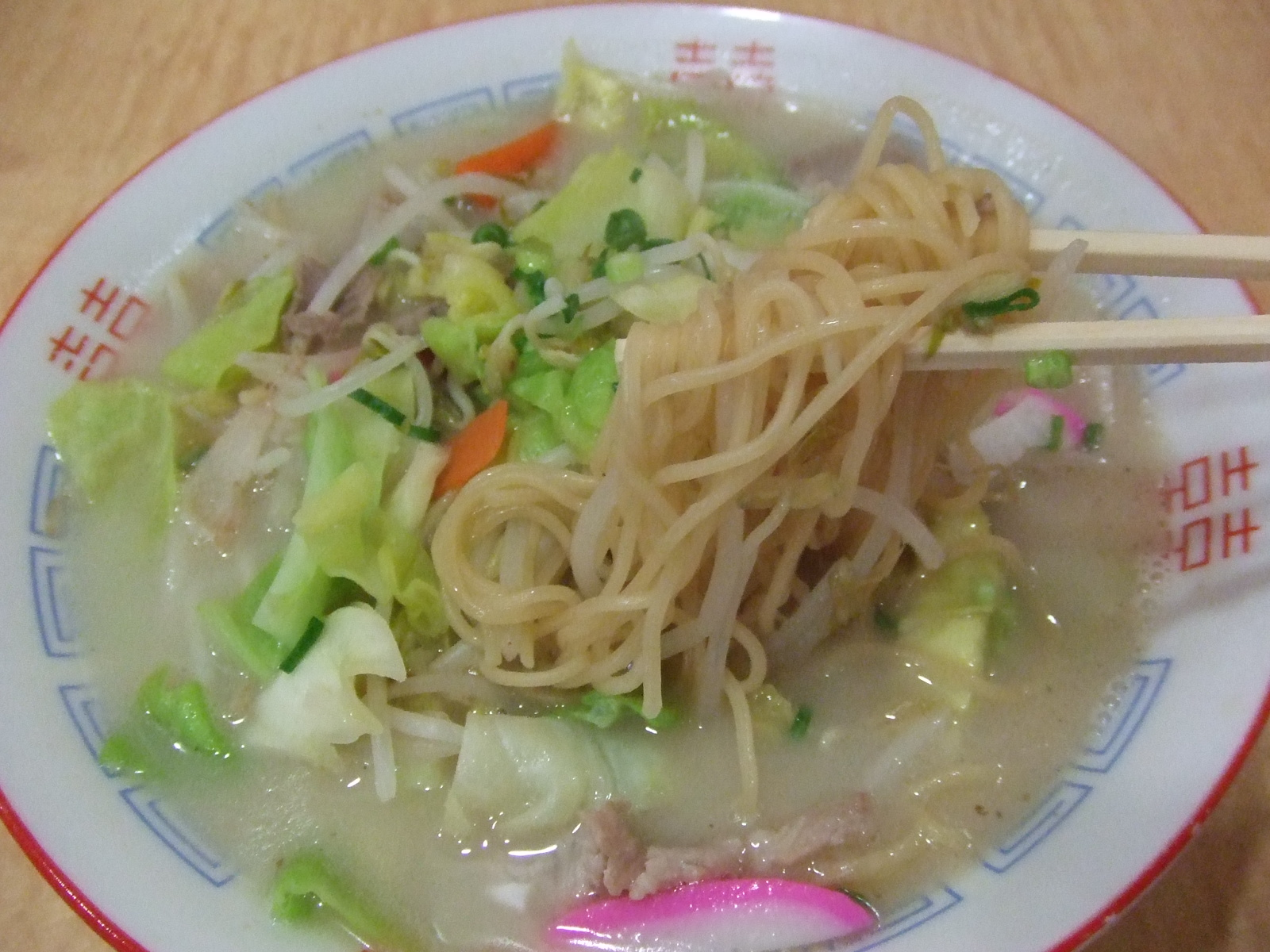
도바타 잔폰

도바타 잔폰(일본어: 戸畑ちゃんぽん)은 후쿠오카현 기타큐슈시 도바타구에서 먹을 수 있는 잔폰이다.

## 역사
1939년경 다나카 레이후(田中励夫)가 중화요리점에서 주방장 오 후쿠야마(王福山)의 지도를 받으며 더욱 연구를 거듭한 끝에 국수를 고안하였는데 이것이 도바타 잔폰의 특색이 되었다. 전쟁이 끝난 후에는 다나카의 아들이 도바타에서 '다나카 제면소'를 창업하였으며, 현재는 3대째 이어지고 있다.
이후 도바타 구의 잔폰 가게들이 다나카 찐국수를 쓰기 시작하면서 원조 나가사키 짬뽕과는 맛이 다른 '도바타 잔폰'이 탄생하였다. 오늘날에는 JR 도바타역 인근 상가 등 도바타 구내에 자리한 여러 가게에서 맛볼 수 있다.

## 특징
도바타 잔폰의 면은 가느다랗고 색깔이 진한 노란색이며 탄력을 지니고 있다. 통상 잔폰면으로 쓰이는 유데면(ゆで麺)이 아닌 찐면(蒸し麺)이며, 찐 상태인데다 가느다란 면이라 조리가 빠르기 때문에, 옛날 야하타 제철소 바타 공장에서 일하는 바쁜 노동자들이 선호했던 것으로 전해진다. 돈코쓰(돼지뼈) 육수에 양배추, 콩나물, 돼지고기, 어묵 등이 들어가는 것이 보통이다. 또 해산물은 별도로 주문하지 않는 한 들어가지 않는 것이 기본이어서 일반적인 잔폰과는 다르다. 다만 육수에 해산물이 들어가는 경우가 있기 때문에 알레르기 환자에게는 주의가 필요하다.
이러한 점 때문에 도비타 잔폰은 잔폰이라기보단 달달한 돼지육수 라멘에 야채를 넣어 푹 끓인 것이라고 하는 쪽이 가깝다. 그리고 다른 지방에는 찾기 힘든 것 중 하나로, 잔폰에 들어가는 것과 같은 재료로 만든 볶음밥이 거의 꼭 있다시피 하며, 이 볶음밥을 잔폰과 같이 먹는 경우가 많다.